# Eracolbere
Eracolbere ist ein osttimoresisches Dorf im Suco Fahiria (Verwaltungsamt Aileu, Gemeinde Aileu).

## Geographie
Eracolbere liegt im Norden der Aldeia Sarin. Die Häuser gruppieren sich entlang der Straße, die nach Norden führt. Nordwestlich fließt der Mumdonihun, ein Nebenfluss des Nördlichen Laclós. Zwischen Dorf und Fluss liegen Reisfelder. Im Norden und Süden begrenzen kleinere Zuflüsse des Mumdonihun den Ort. Nordöstlich befinden sich die Dörfer Era Kalen und Sidole. In Richtung Südosten steigt das Land auf eine Meereshöhe von über 1000 m an.